# Wolfgang Schumann (Fußballspieler)
Wolfgang Schumann (* 14. Oktober 1957) ist ein ehemaliger deutscher Fußballspieler. Er spielte Anfang der 1980er Jahre in der DDR-Oberliga, der höchsten Fußballklasse im DDR-Fußball, für den FC Hansa Rostock.

## Sportliche Laufbahn
Schumann erschien erstmals in der Saison 1975/76 in einer Männermannschaft im überregionalen DDR-Fußball. Die Betriebssportgemeinschaft (BSG) KKW Greifswald, in der zweitklassigen DDR-Liga spielend, setzte den Stürmer am Ende der Saison in zwei Punktspielen als Einwechselspieler ein. Ab 1977 gehörte Schumann zum Spielerstamm der Greifswalder, für die er bis zum Ende der Spielzeit 72 Punktspiele bestritt. Bei seinen Punktspieleinsätzen erzielte er 25 Tore und war 1978/79 (zusammen mit Herbert Nekwapil) und 1979/80 mit sieben bzw. elf Treffern bester Torschütze der BSG KKW.
Nachdem Schumann zu Beginn der Saison 1980/81 die ersten drei Punktspiele für KKW Greifswald absolviert hatte, holte ihn der DDR-Oberligist FC Hansa Rostock in seine Mannschaft. Am 4. Oktober 1980 hatte Schumann seinen ersten Oberliga-Auftritt, als er im Spiel FC Hansa – Dynamo Dresden (1:1) in der 57. Minute für den Rechtsaußenstürmer Ronald Adam eingewechselt wurde. Bis zum Saisonende bestritt Schumann insgesamt elf Punktspiele, davon vier von Beginn an, und erzielte zwei Punktspieltore. Außerdem wurde er in fünf Spielen der Nachwuchsoberliga eingesetzt, in denen er vier Treffer erzielte. 1981/82 wurde er mit 14 Spielen (3 Tore) in der Nachwuchsoberliga öfter eingesetzt als in der Oberliga, in der er nur achtmal spielte und kein Tor schoss. Sein letztes Oberligaspiel bestritt Schumann am 28. November 1981 in der Partie FC Hansa – Wismut Aue (2:2). Zur Saison 1982/83 wurde er aus dem Oberligakader gestrichen und wurde bis zum September 1982 noch dreimal in der Nachwuchsoberliga eingesetzt.
Bereits am 26. September 1982 stand Schumann wieder für die BSG KKW Greifswald in der DDR-Liga-Mannschaft. Er hatte sofort einen Stammplatz inne und bestritt bis zum Ende der Saison 16 der ausgetragenen 22 Punktspiele (2 Tore). Danach musste KKW in die Bezirksliga absteigen, in der Schumann noch bis zum Oktober 1983 spielte. Im November 1983 wurde Schumann zum Wehrdienst eingezogen, konnte aber beim DDR-Ligisten ASG Vorwärts Stralsund weiter Fußball spielen. Mit Beginn der Spielzeit 1986/87 spielte er wieder für die BSG KKW Greifswald, die inzwischen wieder in die DDR-Liga aufgestiegen war. Nachdem er zwölf Punktspiele lang jeweils über die volle Spieldauer als rechter Angreifer eingesetzt worden war, musste er sich für den Rest der Saison mit der Rolle eines Ersatzspielers begnügen. Dabei blieb es auch, bis Schumann am 23. März 1988 sein letztes DDR-Liga-Punktspiel für KKW Greifswald absolvierte. Er wurde zwar für die Saison 1988/89 noch für die 1. Mannschaft gemeldet, kam aber nicht mehr zum Einsatz.